# Automobili Maggiora
Automobili Maggiora war ein italienischer Hersteller von Automobilen.

## Unternehmensgeschichte
Das Unternehmen aus der Borgo Magno in Padua begann 1905 mit der Produktion von Automobilen. Im November 1905 endete die Produktion.

## Fahrzeuge
Das Unternehmen verwendete für seine Fahrzeuge Einbaumotoren von Laurin & Klement. Im Angebot standen die Modelle A 4 HP und B 8 HP. Die bauartbedingte Höchstgeschwindigkeit war mit 45 km/h für das kleinere Modell und 70 km/h für das größere Modell angegeben.